# Casa al carrer Nou, 9 (Sant Miquel de Fluvià)
La Casa al carrer Nou, 9 és una obra de Sant Miquel de Fluvià (Alt Empordà) inclosa a l'Inventari del Patrimoni Arquitectònic de Catalunya.

## Descripció
Casa situada al centre del poble, a prop de l'església. És un edifici de planta baixa i dos pisos, que ha estat rehabilitada recentment, i que no conserva el parament original, ja que es troba totalment arrebossada. La coberta d'aquesta construcció és aterrassada. Conserva de la construcció original una porta i una finestra carreudes de la que cal parar esment a la llinda de la porta amb la següent inscripció: POST I DIE IDUS MARTI JOANNES BORRELL ME FECIT - ANNO 1788 - NATIVITATE DOMINI.